# Reudeup Melayu
Reudeup Melayu is een bestuurslaag in het regentschap Pidie Jaya van de provincie Atjeh, Indonesië. Reudeup Melayu telt 270 inwoners (volkstelling 2010).